# Etiopiens fotbollsförbund
Etiopiens fotbollsförbund har hand om den organiserade fotbollen i Etiopien, och bildades 1943. Ordförande sedan 2013 är Juneydi Basha.
I januari 2008 sparkade generalförsamlingen, på grund av dåliga resultat, ut Ashebir Woldegiorgis som ordförande då han vägrade avgå. Månaden därpå meddelade både egyptiska förbundet och Caf att man inte godkände avsättandet av Woldegiorgis. Trots detta vägrade förbundet honom att fortsätta hålla i ordförandeklubban.
Diskussionen fortsatte de kommande månaderna, och Fifa stängde av Etiopien den 29 juli 2008. Matchen mot Marocko som var planerad till helgen 5-7 september 2008 ställdes in, medan Etiopien kastades ut ur kvalspelet till VM 2010 i Sydafrika. Det hela fick sitt slut den 16 maj 2009, då Woldegiorgis meddelade om sin avgång. Vid ordförandevalet den 18 juli 2009, där Sahlu Gebrewold Gebremariam utsågs, menade en tremannadelegation från FIFA att man var "nöjda med resultatet" och FIFA gav grön flagg för den nya ordföranden, och Etiopien släpptes återigen in i gemenskapen. Sahlu Gebrewold Gebremariam meddelade att han ställde upp för att återställa de skadeverkningar som drabbat etiopisk fotboll"

### Fotnoter
1. ↑  ”Juneidin Basha appointed new Ethiopia FA president”. BBC Sport. http://www.bbc.com/sport/0/football/24476481. Läst 14 januari 2016.
2. ↑  "Ethiopia problems set to continue", BBC website, 28 March 2008 (accessed 21 May 2009)
3. ↑  "Ethiopia kicked out of World Cup" BBC website, 12 september 2008 (läst 21 maj 2009)
4. ↑  "EFF boss Woldegiorgis steps down", BBC:s webbplats, 16 maj 2009 (läst 21 maj 2009)
5. ↑  Uduak Amimo, "Fifa readmits Ethiopia federation", BBC:s webbplats 18 juli 2009 (läst 19 augusti 2009)